# Мушел (цикл)
Мушел, мушель (также мушел жас каз. Мүшел жас) — 12-летний цикл летоисчисления у казахов. Подобно китайскому зодиаку, каждому году в мушеле соответствует животное.
Вариант тюркского календаря, по мнению некоторых исследователей восходит к тенгрианскому календарю. В башкирской культуре мушелю соответствует мусаль. 
Наряду с «большим мушелом» (12х5 = 60 лет) используется при обсуждении возраста человека.